# Franklin megye (Mississippi)
Franklin megye az Amerikai Egyesült Államokban, azon belül Mississippi államban található. Megyeszékhelye Meadville, legnagyobb városa Bude. Lakosainak száma 7675 fő (2020. április 1.). Franklin megye Jefferson, Amite, Adams, Wilkinson és Lincoln megyékkel határos.

## Népesség
A megye népességének változása:
| Lakosok száma | 8118 | 7991 | 7912 | 7931 | 7743 | 7675 |
|               | 2010 | 2011 | 2012 | 2013 | 2015 | 2020 |